# Ангел Страхинов
Ангел Тодоров Страхинов е български революционер, деец на Вътрешната македоно-одринска революционна организация.

## Биография
Роден е в село Ковачево, Татарпазарджишко в семейството на Тодор Страхинов - просветен деец и революционер и Маруша Страхинова и двамата родом от село Търлис, Неврокопско. Учи до втори клас в Татарпазарджишкото класно училище, заедно с брат си Стефан. Поради липса на средства за издръжка през 1896 година двамата постъпват на работа при братя Малинови, търговци при гара Саранбей. След като брат му Стефан става нелегален четник в Македония през юли 1902 година, Ангел го последва но в друга чета. Ранен в лявата ръка се връща в България.
След вестта за смъртта на брат му в битката при Баница на 21 април (4 май) 1903 година, Ангел отново заминава за Македония и се включва в четата на Иван Апостолов Куманичлията.
При избухването на Балканската война в 1912 година е доброволец в Македоно-одринското опълчение и се включва в четата на Илия Тетимов. Ранен е на 15 ноември 1912 година.
Участва в Първата световна война като фелдфебел, във 2-ра рота на 7-а погранична дружина. Умира на 11 юни 1917 година в 4/8-а военнополева болница в Кривогащани.